# Corgatha argillacea
Corgatha argillacea là một loài bướm đêm trong họ Erebidae.